# 田中秀幸 (陸上選手)
田中 秀幸（たなか ひでゆき、1990年10月9日 - ）は、日本の陸上競技選手。専門は中・長距離走。愛知県出身。豊川高校、順天堂大学卒業。現在はトヨタ自動車所属。

## 人物
- 長距離種目や駅伝競走での活躍が主だが、2012年の日本インカレでは1500mで日本人トップの2位に輝くなど、中距離でも力を発揮するスピードランナーとしての一面を持つ。
- 豊川高校3年時には、キャプテンも経験。当時の男子駅伝部の顧問であった北野孝英（現大垣日大高校教諭）を慕い、卒業後の進路も恩師の後を追うように順天堂大学・トヨタ自動車へと進む。
- ロンドン五輪、競泳400m個人メドレー日本代表の堀畑裕也とは高校3年間同じクラスであった。

- 学生ラストとなる2012年度の駅伝シーズンでは、第24回出雲駅伝で最短のスピード区間2区で区間賞を獲得。続く第89回箱根駅伝でも最短区間の4区を走り、風の強い悪条件下で好走を見せ区間賞を獲得した。[2]

- トヨタ自動車入社1年目で迎えた2014年元日のニューイヤー駅伝では主要区間である3区を走り区間8位。翌2015年元日のニューイヤー駅伝でもメンバーに選出され6区を担当。5区までにトヨタ自動車と熾烈な先頭争いを繰り広げたコニカミノルタ・日清食品グループの2チームから秒差の先頭でタスキを受け取ると、持ち前のスピードでスタートダッシュをかけ区間序盤に両チームを突き放した。その後もリードをキープし、最終的に区間2位以下と1分近くの差をつける圧倒的区間賞の走りでトヨタ自動車の4年ぶり2度目の優勝を決定的なものにした。[3]

- 2016年1月のニューイヤー駅伝では前年区間賞を獲得した6区を再び担当。2位とわずか2秒という僅差ながら、先頭でタスキを受け取ると、前年と同じく2位以下を引き離す好走で先頭を死守。区間賞を獲得し、トヨタ自動車の二連覇に貢献した[4]。同月の都道府県対抗男子駅伝では愛知県チームの3区を担当。ニューイヤー駅伝に続く区間賞獲得でチームの15年ぶり優勝に貢献した。

## 自己ベスト
- 1500m - 3分45秒41（2012年：日本インカレ）
- 5000m - 13分22秒72（2019年：ナイトオブアスレチックス）
- 10000m - 28分27秒42（2015年：八王子ロングディスタンス）
- ハーフマラソン - 1時間4分8秒（2015年：全日本実業団ハーフマラソン）

## 駅伝戦績

### 大学駅伝戦績
| 学年               | 出雲駅伝                   | 全日本大学駅伝           | 箱根駅伝                         |
| ------------------ | -------------------------- | ------------------------ | -------------------------------- |
| 1年生 （2009年度） | 第21回 順天堂大学 不参加   | 第41回 順天堂大学 不参加 | 第86回 順天堂大学 不出場         |
| 2年生 （2010年度） | 第22回 順天堂大学 不参加   | 第42回 順天堂大学 不参加 | 第87回 順天堂大学 不参加         |
| 3年生 （2011年度） | 第23回 順天堂大学 不参加   | 第43回 順天堂大学 不参加 | 第88回 3区-区間4位 1時間03分10秒 |
| 4年生 （2012年度） | 第24回 2区-区間賞 16分50秒 | 第44回 順天堂大学 不参加 | 第89回 4区-区間賞 57分16秒       |

### 実業団駅伝戦績
| 年度                                                      | 大会                                   | 所属         | 区間   | 区間順位    | 記録     | 総合順位              |
| --------------------------------------------------------- | -------------------------------------- | ------------ | ------ | ----------- | -------- | --------------------- |
| 2013年度 （入社1年目）                                    | 第53回中部・北陸実業団対抗駅伝競走大会 | トヨタ自動車 | 7区    | 区間賞      | 40分34秒 | トヨタ自動車A2位      |
| 2013年度 （入社1年目）                                    | 第58回全日本実業団対抗駅伝競走大会     | トヨタ自動車 | 3区    | 区間8位     | 39分12秒 | トヨタ自動車7位       |
| 2014年度 （入社2年目）                                    | 第54回中部・北陸実業団対抗駅伝競走大会 | トヨタ自動車 | 3区    | 区間賞      | 33分00秒 | トヨタ自動車A優勝     |
| 2014年度 （入社2年目）                                    | 第59回全日本実業団対抗駅伝競走大会     | トヨタ自動車 | 6区    | 区間賞      | 36分59秒 | トヨタ自動車優勝      |
| 2015年度 （入社3年目）                                    | 第55回中部・北陸実業団対抗駅伝競走大会 | トヨタ自動車 | 6区    | 区間賞      | 27分12秒 | トヨタ自動車A優勝     |
| 2015年度 （入社3年目）                                    | 第60回全日本実業団対抗駅伝競走大会     | トヨタ自動車 | 6区    | 区間賞      | 37分54秒 | トヨタ自動車優勝      |
| 2016年度 （入社4年目）                                    | 第56回中部・北陸実業団対抗駅伝競走大会 | トヨタ自動車 | 3区    | 区間賞      | 33分18秒 | トヨタ自動車A優勝*    |
| 2016年度 （入社4年目）                                    | 第61回全日本実業団対抗駅伝競走大会     | トヨタ自動車 | 6区    | 区間2位     | 36分56秒 | トヨタ自動車2位       |
| 2017年度 （入社5年目）                                    | 第57回中部・北陸実業団対抗駅伝競走大会 | トヨタ自動車 | 3区    | 区間6位相当 | 33分56秒 | トヨタ自動車Bオープン |
| 2017年度 （入社5年目）                                    | 第62回全日本実業団対抗駅伝競走大会     | トヨタ自動車 | 3区    | 区間6位     | 38分57秒 | トヨタ自動車3位       |
| 2018年度 （入社6年目）                                    | 第58回中部・北陸実業団対抗駅伝競走大会 | トヨタ自動車 | 不出場 | 不出場      | 不出場   | トヨタ自動車優勝      |
| 2018年度 （入社6年目）                                    | 第63回全日本実業団対抗駅伝競走大会     | トヨタ自動車 | 不出場 | 不出場      | 不出場   | トヨタ自動車3位       |
| 2019年度 （入社7年目）                                    | 第59回中部・北陸実業団対抗駅伝競走大会 | トヨタ自動車 | 不出場 | 不出場      | 不出場   | トヨタ自動車A優勝     |
| 2019年度 （入社7年目）                                    | 第64回全日本実業団対抗駅伝競走大会     | トヨタ自動車 | 6区    | 区間4位     | 36分04秒 | トヨタ自動車2位       |
| 2020年度 （入社8年目）                                    | 第60回中部・北陸実業団対抗駅伝競走大会 | トヨタ自動車 | 1区    | 区間4位相当 | 34分56秒 | トヨタ自動車Bオープン |
| 2020年度 （入社8年目）                                    | 第65回全日本実業団対抗駅伝競走大会     | トヨタ自動車 | 1区    | 区間3位     | 35分30秒 | トヨタ自動車2位       |
| *は区間順位の場合は区間新記録、総合順位の場合は大会新記録 |                                        |              |        |             |          |                       |

## 参考
1. ↑  トヨタ自動車陸上長距離部
2. ↑  箱根駅伝公式Webサイト
3. ↑  全日本実業団陸上競技連合-全日本男子駅伝
4. ↑  [ニューイヤー駅伝：トヨタ追い上げＶ２ - 毎日新聞]全日本実業団陸上競技連合-全日本男子駅伝